# Binun
Binun (nep. बिहुँकोट) – gaun wikas samiti w zachodniej części Nepalu w strefie Dhawalagiri w dystrykcie Baglung. Według nepalskiego spisu powszechnego z 2001 roku liczył on 560 gospodarstw domowych i 6840 mieszkańców (3781 kobiet i 3059 mężczyzn).